# Melanarctia lativitta
Melanarctia lativitta là một loài bướm đêm thuộc phân họ Arctiinae, họ Erebidae.